# Județul Chișinău (Gubernia Basarabia)
Județul Chișinău (în rusă Кишинёвский уезд) a fost o unitate administrativ-teritorială (uezd) din gubernia Basarabia ca parte a Imperiului Rus, constituită în 1818. Centrul administrativ al județului a fost orașul Chișinău. Populația județului era de 279.567 locuitori (în 1897). 

## Geografie
Județul Chișinău ocupa o suprafață de 3.922 km² (3.446 verste). La nord și nord-est se mărginea cu județele Orhei și Bălți, la sud cu județul Bender (Tighina), iar în vest cu Prutul, respectiv Regatul României.
Teritoriul său se află inclus în prezent în raioanele Criuleni, Strășeni, Hîncești, Nisporeni și Ungheni din Republica Moldova.

## Populație
La recensământul populației din 1897, populația județului Chișinău era de 279.567 locuitori, din care:
| Grup etnic           | Populație | % Procentaj |
| -------------------- | --------- | ----------- |
| Moldoveni [români]   | 175.926   | 62,9%       |
| Evrei                | 54.486    | 19,5%       |
| Velicoruși (ruși)    | 33.339    | 11,9%       |
| Maloruși (ucraineni) | 5.196     | 1,8%        |
| Polonezi             | 3.666     | 1,3%        |
| Germani              | 2.352     | 0,8%        |
| Țigani               | 1.825     | 0,6%        |
| Bulgari              | 1.095     | 0,4%        |
| Armeni               | 607       | 0,2%        |
| Greci                | 386       | 0,1%        |
| Tătari               | 248       |             |
| Belaruși             | 86        |             |
| alții                | 445       |             |

## Diviziuni administrative

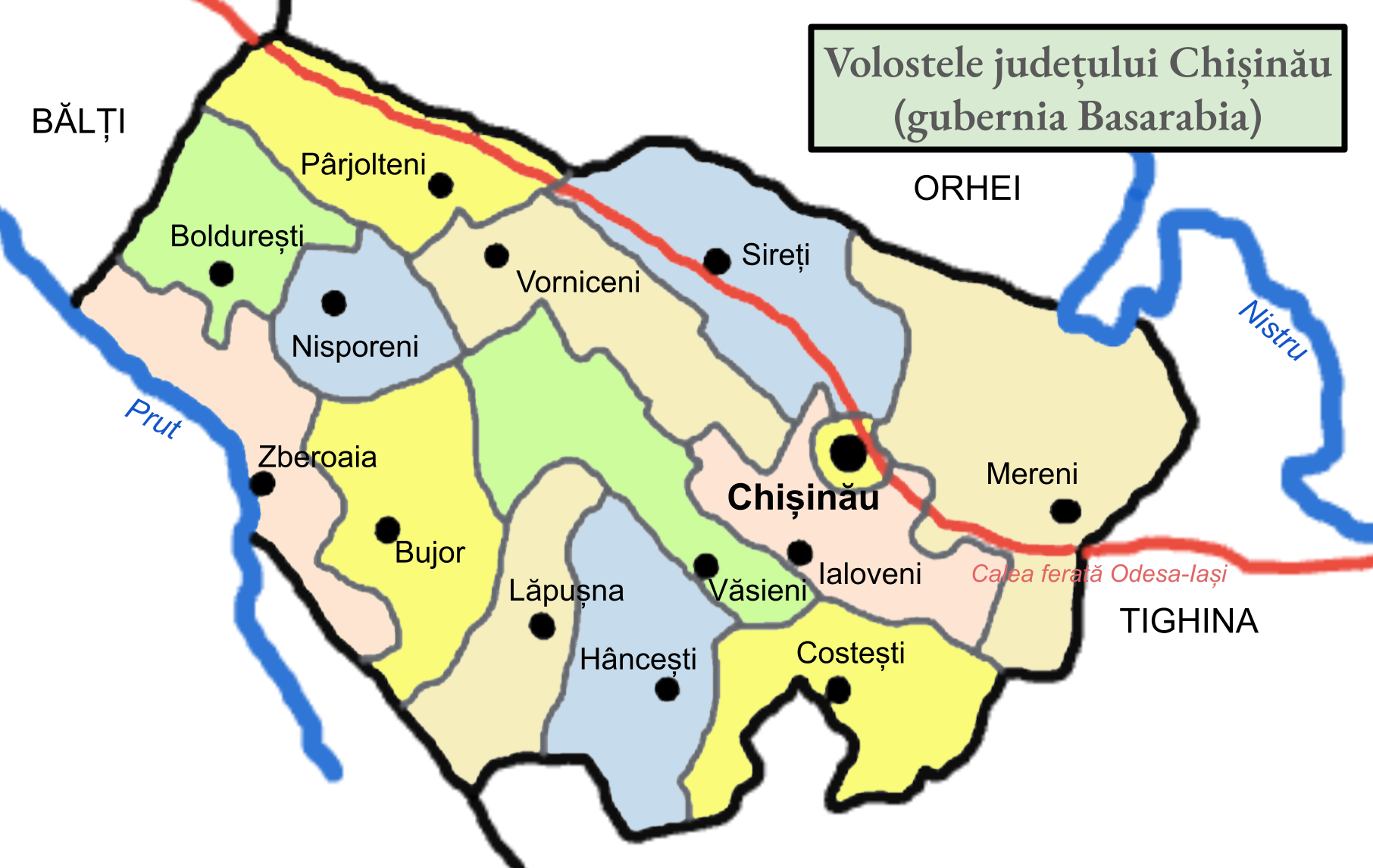
Volostele județului Chișinău

La 1886 județul era împărțit în 13 voloste (ocoale):
1. Volostul Boldurești (centru administrativ — Boldurești; populație — 7.678 de locuitori[1])
2. Volostul Bujor (centru administrativ — Bujor; populație — 6.514 de locuitori[1])
3. Volostul Costești (centru administrativ. — Costești; populație — 9.370 de locuitori[1])
4. Volostul Gancești (centru administrativ — Hîncești; populație — 6.668 de locuitori[1])
5. Volostul Ialoveni (centru administrativ — Ialoveni; populație — 9.106 de locuitori[1])
6. Volostul Lăpușna (centru administrativ — Lăpușna; populație — 8.136 de locuitori[1])
7. Volostul Mereni (centru administrativ — Mereni; populație — 7.516 de locuitori[1])
8. Volostul Nisporeni (centru administrativ — Nisporeni; populație — 7.600 de locuitori[1])
9. Volostul Sireți (centru administrativ — Sireți; populație — 8.096 de locuitori[1])
10. Volostul Vălcineț (centru administrativ — Vălcineț; populație. — 8.994 de locuitori[1])
11. Volostul Văsieni (centru administrativ — Văsieni; populație — 11.438 de locuitori[1])
12. Volostul Vorniceni (centru administrativ — Vorniceni; populație — 12.437 de locuitori[1])
13. Volostul Zberoaia (centru administrativ. — Zberoaia; populație — 6.127 de locuitori[1])